# William Joseph Winter

Wappen

William Joseph Winter (* 20. Mai 1930 in Pittsburgh) ist emeritierter Weihbischof in Pittsburgh.

## Leben
William Joseph Winter empfing am 17. Dezember 1955  die Priesterweihe.
Papst Johannes Paul II. ernannte ihn am 21. Dezember 1988 zum Titularbischof von Uthina und Weihbischof in Pittsburgh. Die Bischofsweihe spendete ihm der Bischof von Pittsburgh, Donald William Wuerl, am 13. Februar des nächsten Jahres; Mitkonsekratoren waren die Weihbischöfe Anthony Gerard Bosco und John Bernard McDowell.
Am 20. Mai 2005 nahm Papst Benedikt XVI. seinen altersbedingten Rücktritt an.